# San Nicolás Cuiritzeo
San Nicolás Cuiritzeo är en ort i Mexiko.   Den ligger i kommunen Santa Ana Maya och delstaten Michoacán de Ocampo, i den centrala delen av landet, 200 km väster om huvudstaden Mexico City. San Nicolás Cuiritzeo ligger 1 853 meter över havet och antalet invånare är 331.
Terrängen runt San Nicolás Cuiritzeo är platt åt sydväst, men åt nordost är den kuperad.  Trakten runt San Nicolás Cuiritzeo är nära nog obefolkad, med mindre än två invånare per kvadratkilometer. Närmaste större samhälle är Cuitzeo del Porvenir, 15,6 km väster om San Nicolás Cuiritzeo. Trakten runt San Nicolás Cuiritzeo består till största delen av jordbruksmark.